# White Weld & Co.
White, Weld & Co. war eine US-amerikanische Investmentbank mit Sitz in New York. 

## Geschichte
Das Unternehmen wurde 1895 als Personengesellschaft in New York unter dem Namen „Moffat & White“ von George Barclay Moffat und Alexander M. White gegründet. Sie konzentrierten sich auf Vermögensverwaltung, Anlageberatung, Broking und Investment Banking. Der Name der Bank wurde 1910 in White Weld & Co. geändert, nachdem sich der Mitbegründer des Unternehmens, Moffat, aus Gesundheitsgründen zurückgezogen hatte und Francis M Weld als neuer Partner eingetreten war. 
Eine der bedeutendsten Finanztransaktionen in der Firmengeschichte war der von White Weld & Co. gemeinsam mit „Stephens Inc.“ (Arkansas) betreute Börsengang der Supermarktkette Walmart am 1. Oktober 1970. 1972 wurde White Weld & Co. in eine Kapitalgesellschaft umgewandelt. Die Bank verfügte zu diesem Zeitpunkt über zwölf amerikanische und acht internationale Niederlassungen. Eine weitere Expansion erfolgte 1974 mit dem Kauf der New Yorker Investmentbank „G.H. Walker Laird“. 
1978 wurde White Weld & Co. schließlich von der New Yorker Investmentbank „Merrill Lynch“ für US-Dollar 50 Millionen übernommen und vollständig integriert. Obwohl White Weld & Co. nunmehr auf 26 Filialen in den USA und sieben Büros weltweit mit rund 1400 Mitarbeitern angewachsen war, war sein Management zu dem Schluss gekommen, dass die Bank nunmehr zu klein für den Wettbewerb mit anderen Investmentbanken war.

## Zusammenarbeit mit der Credit Suisse
1955 gründete White Weld & Co. unter dem Namen „White Weld & Co. AG“ eine Schweizer Tochtergesellschaft. Mit Sitz in Zürich, befasste sich das Unternehmen mit dem Asset Management. 1962 wurde es an die „Schweizerische Kreditanstalt“ (später „Credit Suisse“) verkauft und in „Clariden Finanz AG“ umbenannt. 
Im Jahr 1970 gründete die „Schweizerische Kreditanstalt“ mit White Weld & Co. in London ein Joint Venture unter dem Namen „White Weld Trust“. Dieses übernahm von White Weld & Co. deren europäische Geschäftsaktivitäten im Investmentbanking und von der „Schweizerische Kreditanstalt“ die „Clariden Finanz AG“. Gut 80 % des Aktienkapitals des neuen Unternehmens lagen bei White Weld und knapp 20 % waren bei der „Schweizerische Kreditanstalt“. Der „White Weld Trust“ wandelte seine Tochtergesellschaft „Clariden Finanz AG“ 1973 in eine Schweizer Privatbank mit dem Namen „Clariden Bank AG“ um.
Der „White Weld Trust“ änderte 1974 den Namen in „Financière Credit Suisse White Weld“, nachdem durch eine Kapitalerhöhung die Mehrheit des Aktienkapitals in die Hände der „Credit Suisse“ und des Managements gelangt war (White Weld 30 %, Credit Suisse 40 %, Management 30 %). Mit der Übernahme von White Weld & Co. durch die amerikanische Investmentbank „Merrill Lynch“ 1978, wurde auch deren Zusammenarbeit mit der „Credit Suisse“ beendet. An die Stelle von White Weld & Co. trat im selben Jahr das amerikanische Investmenthaus „First Boston“, weshalb die „Financière Credit Suisse White Weld“ in „Credit Suisse First Boston“ umbenannt wurde («Credit Suisse» 46 %, First Boston 31 %, Management 23 %).